# Octave Crémazie
Octave Crémazie, né le 16 avril 1827 à Québec (Bas-Canada) et mort le 16 janvier 1879 au Havre (France), est un libraire, poète et écrivain, qu’on présente, depuis le milieu du XIXe siècle, comme le premier « poète national » du Québec. Quelques poèmes fameux – « Le Vieux soldat canadien » (1855) et « Le drapeau de Carillon » (1858) – suffirent, en son temps, pour asseoir sa renommée de père de la poésie québécoise.
À côté de son œuvre poétique, peu abondante et de qualité inégale, il laisse une correspondance qui fourmille d’aperçus pénétrants et critiques sur la littérature « canadienne » de son temps, ainsi qu’un journal personnel très vivant tenu lors du siège de Paris par les Prussiens en 1870-71.
L’histoire littéraire québécoise retient également, de l’apport de Crémazie, sa participation au développement des lettres par le biais de sa fonction de libraire. La librairie qu’il dirigea avec son frère Joseph fut la plus active à Québec durant les années 1840 à 1860, et un lieu de rencontre pour l’élite culturelle de la ville. S’y croisèrent les membres de l’Institut canadien de Québec et le groupe de lettrés qui allaient fonder la revue Les Soirées canadiennes,.

## Biographie

### Enfance et années d'études
Fils de Jacques Crémazie et de Marie-Anne Miville, il est le onzième de douze enfants, dont huit moururent en bas âge. Le cadet des survivants, il passe son enfance entouré de trois frères : Jacques, Joseph et Louis.
Il entreprend ses études au Séminaire de Québec, où il entre comme externe en 1836. Cette période fut déterminante quant à son orientation intellectuelle. Grâce à un maître exceptionnel, l’abbé Jean Holmes, il fut initié aux écrivains romantiques français. « Musset et Lamartine furent très tôt ses dieux littéraires, en compagnie du Victor Hugo de l’époque antérieure à 1850. » Toute sa vie, il vouera un culte à la France, mère patrie. Il n’achèvera cependant pas sa scolarité. Il quitte en effet le séminaire à la fin de l’année 1843, pour suivre les traces de son père dans une carrière commerciale.

### Le libraire
L’année suivante, il devient associé dans la librairie fondée en 1833 par son frère Joseph.  Établie d’abord sur la rue Saint-Jean, à Québec, elle déménagera en 1847 sur la rue de la Fabrique. Dès l’arrivée du cadet des frères Crémazie, en 1844, le commerce prend un nouvel essor. Sa connaissance des livres fait ici merveille. « Encore étudiant, il montrait déjà des aptitudes; le préfet des études, Jean Holmes, l’avait d’ailleurs choisi pour importer les livres destinés à la bibliothèque.»
Par affaires, il visite, en 1850, pour la première fois l’Europe, un séjour de quatre mois et demi, durant lesquels il parcourt la France, la Belgique et l’Italie. Il ira presque chaque année de 1853 à 1860, toujours pour affaires, afin d’acheter, pour son magasin, des produits de luxe européens : fromages, épicerie fine, liqueurs, vins, instruments de musique, horloges, ornements d’église et objets de culte, papiers peints, des gravures. Pour ce qui est des livres, la sélection que la librairie propose est d’une grande richesse. « Bien que les ouvrages de religion prédominent, le catalogue de 1845 fournit un éventail impressionnant des grandes œuvres philosophiques et littéraires de la tradition et d’ouvrages d’histoire et de politique du temps. »
Crémazie consacre ses loisirs à la lecture, en particulier à la poésie. Il lit avec gourmandise, d’abord les livres classiques et modernes qu’il propose à la vente. Il acquiert rapidement une réputation d’intellectuel et d’homme de lettres. En décembre 1847, il sera d'ailleurs l’un des membres fondateurs de l’Institut canadien à Québec, auquel il collaborera de multiples façons. Il en sera le président en 1857–1858.
C’est dans la librairie Crémazie que se réunit le groupe qu’on a fini par désigner, en histoire littéraire, comme l’école de Québec. Se retrouvaient là-bas, entre autres personnalités de l'époque, Étienne Parent, François-Xavier Garneau, l’abbé Jean-Baptiste-Antoine Ferland, Pierre-Joseph-Olivier Chauveau, Joseph-Charles Taché, Antoine Gérin-Lajoie, l’abbé Henri-Raymond Casgrain, François-Alexandre-Hubert LaRue, Alfred Garneau, Léon-Pamphile Le May, Louis-Honoré Fréchette. C’est à  l’initiative de membres de cette « école » que seront créées deux revues littéraires dont le rôle fut marquant pour le développement des lettres québécoises : Les Soirées canadiennes et le Foyer canadien.
À l’époque, les frères libraires Crémazie, et particulièrement Octave, fréquentent tous les jours l’abbé français Pierre-Henri Bouchy, pédagogue venu au Québec entre 1842 et 1855. Musicien de formation, Bouchy participe à l’évolution de la musique au Québec, entre autres par sa contribution à la réédition des manuels de plain-chant et par la mise en place du premier programme de musique au collège Sainte-Anne-de-la-Pocatière en 1846. À partir de 1852, l’intérêt que portent les libraires Joseph et Octave Crémazie à la musique n’est pas étranger à leur fréquentation assidue de Bouchy. Les relations du prêtre français avec des libraires parisiens – par exemple avec la famille Bossange – profitent au libraire-poète québécois.
Si la librairie des Crémazie est, durant les années 1840 et 1850, la plus dynamique de Québec, elle fait face à une concurrence de plus en plus rude. Entre 1844 et 1862, 26 « maisons de librairie » furent en activité dans la ville. Et, comme l’écrit Réjean Robidoux, « sous ses dehors prospères et opulents, la maison Crémazie connaissait déjà de sérieuses difficultés financières ». À la concurrence que nous venons d’évoquer, il faut ajouter la conjoncture économique de cette fin des années 1850, qui est en proie au ralentissement.
Il semble bien qu’Octave Crémazie ait eu une large part de responsabilité dans les problèmes financiers de la librairie. Les achats qu'il fit lors de ses séjours en Europe ne furent pas toujours judicieux. «Il jouait, peut-être malgré lui, la comédie de l’homme riche et mondain, au point qu’il en perdit littéralement la tête. Pour maintenir cette extravagante réputation il passait auprès de ses fournisseurs des commandes excessives de marchandises, coûteuses autant qu’hétéroclites (…). Nombre de ces produits, invendables parce que trop dispendieux, ne pouvaient même pas être mis en étalage, faute d’espace. »
Afin de renflouer les finances de la librairie, Octave Crémazie se tourne vers les banques. Il cherche, parmi ses amis, des personnes susceptibles d'endosser un prêt. « Mais après quelque temps, à défaut de billets authentiques dûment endossés, Crémazie commença d’en forger de faux où il contrefaisait la signature de ses amis et qu’il changeait chez les usuriers. » La fraude, qui s’était échelonnée sur plusieurs années, est finalement dévoilée à l’automne de 1862.

### Le poète
Crémazie est, en son temps et dans les décennies qui ont suivi sa mort, l'un des poètes québécois les plus populaires, d’abord à cause de ses chants patriotiques, ensuite en raison des infortunes de sa vie. Encore aujourd'hui, il figure en bonne place dans la mémoire collective du Québec, ainsi qu'en fait foi le grand nombre d'hommages au poète inscrits dans la toponymie.
Son premier poème, « Premier Jour de l’An, MDCCCXLIX » (1849), publié dans L’Ami de la religion et de la patrie, dirigé par son frère Jacques, fut raillé par un journaliste bien connu de l’époque, Napoléon Aubin, qui en épingla les faiblesses sur le plan stylistique. Crémazie renouvellera l’expérience, sur une base régulière, toujours pour souligner l'arrivée de l’an nouveau ou à l'occasion d'événements particuliers, dans diverses publications de la ville de Québec. Ces œuvres mineures sont celles d’un écrivain qui apprend son métier, d’un poète en formation. Ce n’est qu’avec la publication du « Vieux soldat canadien », après la visite à Québec en 1855 du navire de guerre La Capricieuse, que la critique commence enfin à reconnaître son talent. En 1858, son poème le plus connu, « Le Drapeau de Carillon », le consacre « poète national ». Cette œuvre relate le périple d'un soldat parti à Versailles demander le secours de la France avec le drapeau de Carillon. Mis en chanson, le poème devient le symbole de la résistance des Français d'Amérique. Parmi ses autres œuvres poétiques les plus connues, mentionnons « Le Chant des Voyageurs », « Mgr de Laval », « La Fiancée du Marin ». Le thème lyrique de la mort lui a suggéré l'un de ses meilleurs chants, « Les Morts ».
Tout juste avant de partir en exil, Crémazie commence un long poème, « La Promenade de trois morts », dont il n’achèvera que la première de trois parties. Inspiré par Théophile Gautier (« La comédie de la mort »), Crémazie quitte donc cette veine patriotique qui l’a tant fait admirer. Exilé en France, sa veine poétique paraît s'assécher. Peu de poèmes datent en effet de cette période.

### Exil et mort
Ses malversations mises au jour, Crémazie refusa de confronter ses créanciers. Voulant à tout prix échapper à la prison, il quitta le continent américain pour la France. « La terre de délices » allait se transformer en « terre d’expiation. »
Crémazie vit, à Paris, pauvre et isolé, sous le nom de Jules Fontaine. Sa vie là-bas est difficile : maladie, pauvreté, nostalgie, ennui, sécheresse créatrice. Il a heureusement le soutien concret de quelques amis français – en particulier de la famille Bossange. Celle-ci lui procure du travail, auprès de la maison commerciale Hector Bossange puis de l’agence maritime Gustave Bossange. Il vit tour à tour à Paris, à Bordeaux et au Havre. Il reçoit peu de visites de ses amis du Québec. L’abbé Casgrain le rencontre quelques semaines en 1873–1874. Ses liens avec sa terre natale sont essentiellement de nature épistolaire.
En 1870–1871, il est témoin, pendant la guerre franco-prussienne, du siège de Paris, auquel il a consacré un journal. Pendant l’autre événement marquant de l’époque en France – la Commune –, il était à Orléans.
Paradoxalement, même si la responsabilité de ses actes criminels était bien établie, la réputation de Crémazie en tant qu’écrivain et poète sort indemne de cet épisode tumultueux. Alors qu’il s’exilait, il était, comme poète, au Québec, à l’apogée de sa gloire. Des amis et des proches tentent d’obtenir son retour au pays, en proposant d'acquitter ses dettes et en sollicitant le pardon royal (une grâce qu’il ne pouvait obtenir, n’ayant pas été condamné par un tribunal). D’autres, dans le monde politique, cherchent à tout le moins d’atténuer, sur le plan matériel, la rigueur de son exil. Ces initiatives n'ont guère de résultats.
Crémazie meurt au Havre, le 16 janvier 1879, déclaré comme Jules Fontaine, dans une solitude accablante, après un exil de seize ans. Il est enterré au cimetière d’Ingouville.

## Regards sur l'œuvre littéraire
Crémazie est généralement présenté comme le premier poète romantique du Québec. En effet, il s’est nourri, depuis ses jeunes années, des maîtres du romantisme français. « [J]’aime de toutes mes forces cette école romantique qui a fait éprouver à mon âme les jouissances les plus douces et les plus pures qu’elle ait jamais ressenties. », écrit-il vers la fin de sa vie dans une lettre à l’abbé Casgrain. Et dans une autre au même, du 29 janvier 1867, dans laquelle il lui conseille de publier dans Le Foyer canadien « ce qui peut se lire de maîtres tels que Hugo, Musset, Gautier, Sainte-Beuve, Guizot, Mérimée, etc. […]. Ne vaut-il pas mieux faire sucer à vos lecteurs la moelle des lions que celle des lièvres ? Je crois que le goût littéraire s’épurerait bientôt en Canada si les esprits pouvaient s’abreuver ainsi à une source d’où couleraient sans cesse les plus belles œuvres du génie contemporain. »
Crémazie (avec son frère libraire) aura contribué plus qu’aucun à la diffusion des idées et des œuvres du mouvement romantique français en terre québécoise. On trouve, en 1845, dans le fonds de la librairie Crémazie, des œuvres d’auteurs romantiques tels Lacordaire, Montalembert, Byron, Bernardin de Saint-Pierre, Lamartine, Alfred de Vigny et Chateaubriand. En 1861 s’ajouteront celles de Ozanam, Balzac, Théophile Gautier, Gogol, Musset, Stendhal, Madame de Staël, Victor Hugo et George Sand.
S’il est un poète romantique du point de vue de l’expression, sur le plan de la rhétorique, il reste cependant un classique sur celui de la forme : « Mais, s’il imite les romantiques en favorisant les poèmes strophiques, il les écrit de préférence en alexandrins, pour lesquels il privilégie la coupe 6/6, chère aux classiques, faisant fi des trisyllabes que les romantiques ont mis à la mode. De plus, il ne pratique pas l’enjambement et sa poésie regorge de métaphores classiques, de périphrases et d’épithètes de nature. »
La renommée de Crémazie, en son temps, repose sur son patriotisme et son respect de la religion catholique. « Interprète des sentiments de tout un peuple, Crémazie chante les hauts faits épiques, principalement ceux qui mettent en valeur la mère patrie ou qui chantent le Canada. Tourné vers le passé, vers « ce monde de gloire où vivaient nos aieux », il remonte ainsi aux origines françaises du peuple, revalorise son histoire et éveille sa ferveur nationaliste… »
Bien qu'il ait parfois égaré son inspiration sur des sujets étrangers (« la Guerre d'Orient », « Sur les Ruines de Sébastopol », « Castelfidardo », etc.), il demeure profondément canadien. Il est aussi l’un des premiers au Québec, à avoir mis de côté, dans ses œuvres, les sujets inspirés par la mythologie grecque et latine.
L’œuvre poétique de Crémazie est peu abondante, eu égard à la réputation qu’il a. En effet, il a écrit, en tout et pour tout, 34 poèmes entre 1849 et 1876. De ceux-ci, 31 le furent avant son exil en France. Déraciné de la terre québécoise, replié sur sa douleur intime, il n’écrit pour ainsi dire plus de poésie. C'est avec la publication du « Vieux soldat canadien », après la visite à Québec en 1855 de la Capricieuse, que la critique commence enfin à reconnaître son talent. En 1858, son poème le plus connu, « Le Drapeau de Carillon », le consacre « poète national ».
Sa « Promenade des morts », entrepris peu de temps avant son exil, ne fut guère appréciée en son temps. De manière non surprenante, les critiques traditionalistes accueilleront froidement cette œuvre. On parlera de « réalisme macabre », d’un réalisme de mauvais goût qui se mêle trop souvent à l'inspiration sentimentale de l'auteur.
Ainsi qu’on le verra dans la prochaine section, ses contemporains, tout en admirant le souffle patriotique du poète, ont souvent été assez lucides sur la qualité proprement littéraire de sa poésie. Évoquant le drame de Crémazie, Adolphe-Basile Routhier a pu dire de lui : « Pauvre Crémazie ! Tous les biens de ce monde le fuyaient, même la rime riche. »
La valeur littéraire de sa prose fit cependant davantage consensus, hier comme aujourd'hui.
Son Journal du Siège de Paris donne un aperçu assez précis de ses malheurs et des difficultés des Parisiens lors du siège de la capitale en 1870 et 1871. C’est « un document spontané d’une grande valeur psychologique sur la qualité d’âme et d’intelligence de celui qui l’a tenu au cours de ces mois historiques ».
Sa correspondance est également estimée favorablement par la critique. Au total, on compte 112 lettres écrites sporadiquement entre le 24 octobre 1845 et le 26 février 1879. Sur ces 112 lettres, 67 ont été rédigées avant le début du siège de Paris, en août 1870, 25 avant son départ pour l’exil, et 42 lors de celui-ci, entre 1862 et 1870.
Si les lettres échangées avec des membres de sa famille ont un ton familier et sont souvent émouvantes, les quelques missives qu’il a adressées à l’abbé Raymond Casgrain sont du plus grand intérêt pour l’histoire de la littérature québécoise. Il y a en douze au total, dont sept sont expédiées après 1862. Il y fait preuve d’une grande lucidité sur lui-même et sur la culture québécoise. Il y «manifeste une sensibilité littéraire comme on n’en retrouve pas d’analogue au Canada français dans tout le XIXe siècle ». Ces lettres « d’une grande littérarité, demeurent cependant d’une importance capitale pour quiconque veut comprendre le mouvement des idées au XIXe siècle. »

## Réception critique

### Consécration du «poète national»
Crémazie est l’un des monuments de la littérature québécois du XIXe siècle, avec François-Xavier Garneau, en histoire, ou Louis Fréchette (second « poète national »). Parmi les poètes de ce siècle, « Crémazie a connu une des plus prestigieuses fortunes littéraires, même si nombre de critiques s’accordent à reconnaître dans ses vers, surtout dans les premiers, plusieurs erreurs de versifications, des lourdeurs stylistiques et une navrante pauvreté de rimes […] ».
Ses ennuis judiciaires, avons-nous dit, n’avaient pas entamé sa renommée. Après sa mort, ses amis, l’abbé Casgrain en tête, vont tout mettre en œuvre pour en faire un modèle pour la poésie patriotique et religieuse québécoise. Avec le « Chant du vieux Soldat » et « Le drapeau de Carillon », Crémazie devient un modèle à imiter pour la nouvelle génération de poètes. La réception de son œuvre, de son vivant et après sa mort, est caractérisée par le manque de distance critique de nombreux commentateurs.
L’abbé Casgrain est celui qui contribuera le plus à assurer la renommée de Crémazie. Dans son anthologie La littérature canadienne de 1850 à 1860, il inclura 25 poèmes de l’écrivain. En 1866, dans son célèbre article « Le mouvement littéraire au Canada », il fera à nouveau une bonne place à Crémazie. Il tentera également de le convaincre d’achever « La promenade des trois morts ». En vain, on l’a vu.
Après la mort de Crémazie, la campagne en faveur de son œuvre se poursuivra. Notons d'abord la publication de sa notice biographique dans la Revue canadienne en 1881. Puis, la publication des Œuvres complètes du poète, en 1882, dont Casgrain assume la direction. Crémazie est bien devenu un monument de la littérature «canadienne». On trouve d’ailleurs, dans cette publication, la remarque suivante, dont on pourrait dire qu’elle le confirme: « En un mot, les éditeurs ont voulu faire de ce livre le monument le plus durable qui pût être élevé à la mémoire du plus patriotique comme du plus malheureux de nos poètes. »
Deux décennies plus tard, et peu de temps avant sa mort, Casgrain se joindra aux défenseurs de Crémazie, dont l’œuvre littéraire est alors attaquée par Benjamin Sulte. Le « père de la littérature canadienne » n’est pas le seul à mettre de l’avant le poète de Québec. Les anthologies de Nantel et de Taché, pour ne prendre que ces exemples, reprennent aussi bon nombre de ses poèmes.
Les laudateurs de Crémazie auront mené à bien leur entreprise : « tout au long du XIXe siècle, les poésies canadiennes sont très souvent jugées à l’aune de la production de Crémazie. » Ce qui ne veut pas dire, on l’a vu plus haut, que la critique de l'époque n’émettait pas des réserves ou des critiques sur tel ou tel aspect de son œuvre.
Selon le critique littéraire Camille Roy, la poésie de Crémazie est « assez inégale », elle « s'élève quelquefois d'un beau mouvement, mais trop souvent aussi elle demeure terne et un peu languissante ». Charles ab der Halden est tout aussi lucide : « Mais malgré ses pastiches, malgré ses rimes en épithètes vraiment trop nombreuses, malgré la gaucherie avec laquelle il accumule tantôt les syllabes sourdes, tantôt les toniques, malgré d’involontaires allitérations, nous devons reconnaître en lui un poète noblement inspiré, dont les strophes souvent heureuses sont animées d’un profond sentiment canadien, qui rachète les erreurs de son goût et les défaillances de sa forme. »
Tout au long de la période dite de la survivance, la mémoire de Crémazie se perpétua d'autres façons : citations de ses œuvres, célébration dans des poèmes, distribution de ses livres dans les écoles, tentative de rapatriement de sa dépouille, érection d’un monument, etc.. L’œuvre de Crémazie est alors vue comme « l’expression d’une certaine identité nationale. C’est ce qui lui valut d’être considéré comme l’écho sonore de son peuple. »

### Période contemporaine
La critique littéraire contemporaine voit Octave Crémazie de manière bien différente, pour ne pas dire opposée. Alors qu’il a été longtemps porté aux nues en raison du contenu patriotique, national, religieux de son œuvre, aujourd’hui, ce qui touche chez lui, c’est son caractère d’« exilé de la poésie », la quasi-inexistence de son œuvre poétique (sur le plan quantitatif), et son inachèvement. « Figure exemplaire, figure tutélaire, maître pourrait-on timidement affirmer, Crémazie l’est devenu parce qu’il n’a pas fait œuvre, parce qu’il a représenté l’impossibilité, la négativité, l’inachèvement d’une littérature considérée tâtonnante et hésitante par plusieurs de ses commentateurs. »  Et de la même spécialiste : « Exil, lucidité quasi anachronique, liminarité, voilà ce qui semble retenir l’attention des critiques de Crémazie. »  D’ailleurs, celui-ci n’a-t-il pas avoué que « Les poèmes les plus beaux sont ceux que l’on rêve mais qu’on n’écrit pas. » Le fait, également, que le poème vu aujourd’hui comme étant le plus original de Crémazie, « la Promenade de trois morts », soit inachevé, n’est-il pas révélateur du type de lecture qu’en fait notre époque ?
Pour Réjean Robidoux, les textes poétiques de Crémazie appartiendraient à ce que Gilles Marcotte désigne comme « une poésie d’exil » : « Exil dans le temps, car le poète, incapable d’assumer à fond les conditions concrètes d’une époque ingrate et décevante, cultive la nostalgie du passé glorieux, irrémédiablement révolu. (…) Exil aussi dans l’espace, car la patrie de l’esprit c’est la France à qui l’on veut en vain s’identifier à travers l’image livresque et mal assimilée qu’on en a.»
Crémazie, un exemple de la lassitude qu'éprouvent les Modernes ? D'après M.-E. Lapointe, c'est une telle interprétation du poète que proposerait Jean Larose, qui « inscrit l’œuvre de Crémazie dans une filiation marquée par la lucidité désenchantée, le deuil des espérances, le cruel principe de réalité, et accorde par là même une importance considérable aux promesses non tenues et à l’intransigeance qu’a su garder en lui et pour lui Octave Crémazie.»
L’exil de Crémazie lui fournirait un point de vue privilégié : « Observateur et observé, Crémazie se regardait tel un étranger, abordait son œuvre avec dureté et intransigeance, incarnait ce qui, en terre canadienne, n’existait pas encore. Et c’est à se regard — en dessous ou de travers — que s’attachent les héritiers de Crémazie : le regard d’un homme "mort à l’existence littéraire" qui a renoncé à instruire et à charmer ses compatriotes. »
Peu de gens au Québec lisent encore aujourd’hui la poésie de Crémazie. Elle est éloignée de l’expérience commune de la plupart des gens, elle ne fait plus usage des mots de notre temps. D’aucuns la trouvent emphatique, grandiloquente. Mais, chez ceux qui ont encore le souci du passé, l’homme Crémazie, suscite toujours de l’admiration. Ainsi que le dit Réjean Robidoux, « pour l’homme d’aujourd’hui, plus touché par le malheur exemplaire du poète et par les faiblesses d’une œuvre brutalement interrompue quand elle eut dû commencer à sortir du balbutiement, Crémazie est le symbole littéraire par excellence de l’aliénation canadienne-française. »

## Postérité

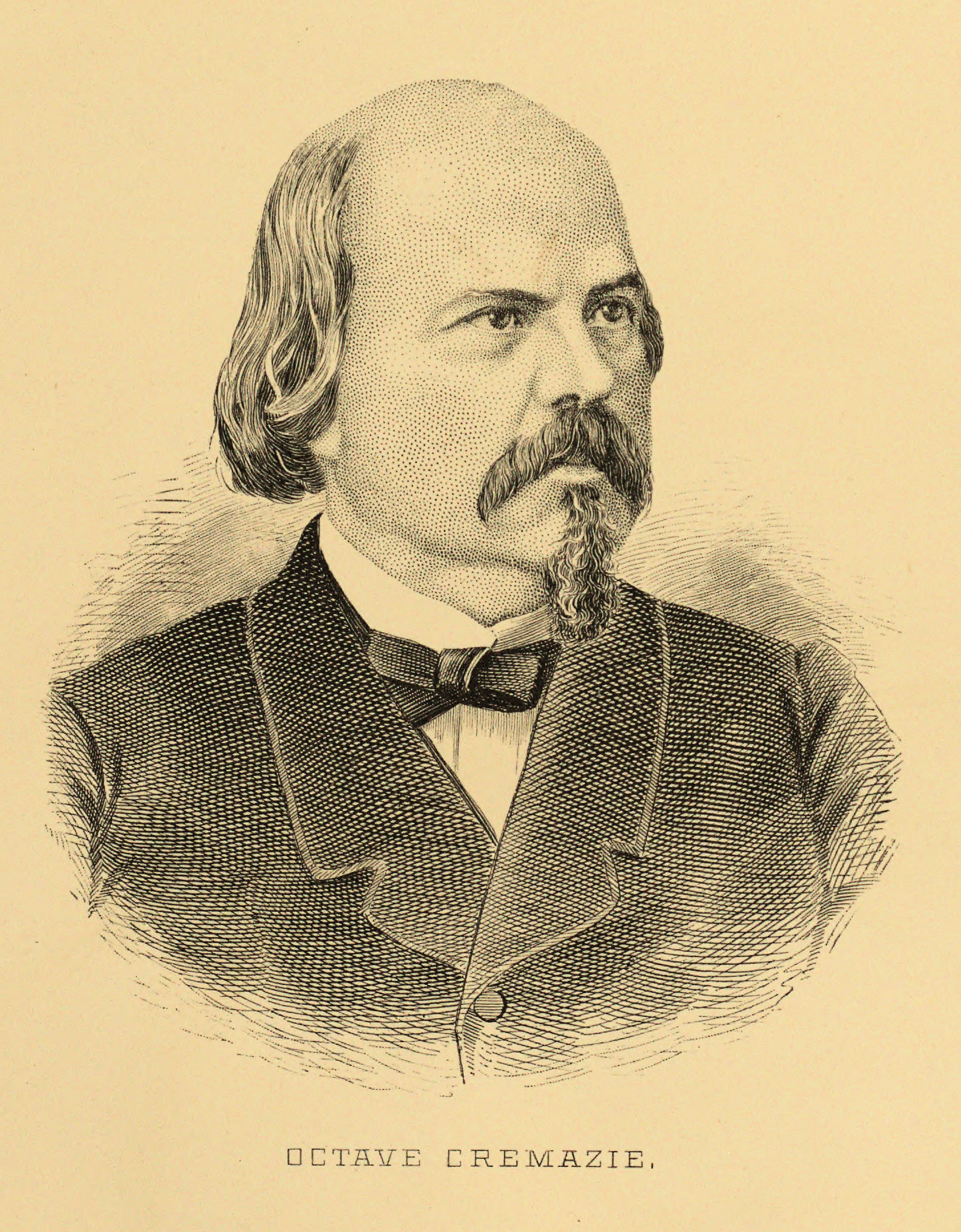
Le portrait de Crémazie est présenté sur une des pages d'ouverture du Tome V de l'Histoire des Canadiens-Français, 1608-1880, par Benjamin Sulte, malgré le fait que celui-ci en trace un portrait peu flatteur.

### Montréal

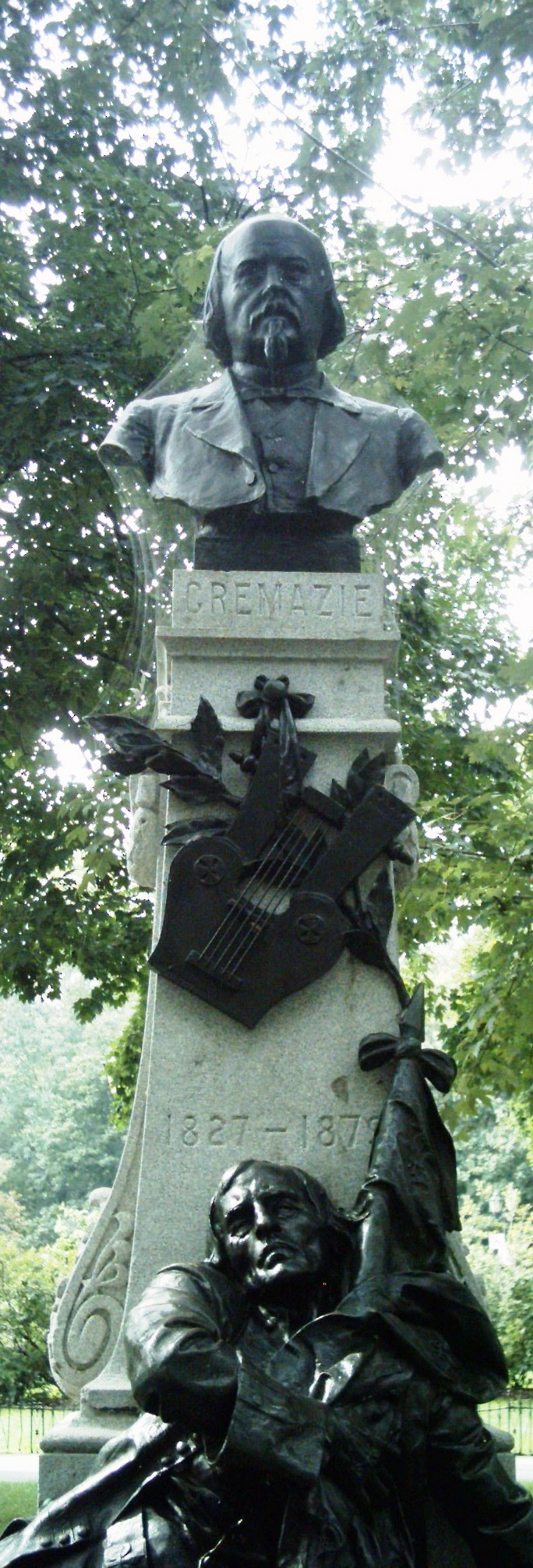
Monument au Square Saint-Louis.

Un monument à sa mémoire, œuvre de Louis-Philippe Hébert, est érigé en 1906 au Square Saint-Louis à Montréal.
Une station du métro de Montréal (station de Métro Crémazie) a été nommée en son honneur.

### Ville de Québec
Crémazie est représenté dans la « Fresque des Québécois », une murale peinte sur l’un des vieux murs du Petit Champlain à Québec.
La petite salle du Grand Théâtre de Québec porte son nom en son honneur.

### Au Québec
Un nombre important de voies ont été nommées en son honneur, ainsi qu'un canton, une circonscription électorale (débaptisée en février 2017), un lac et un ruisseau. On trouve la liste exhaustive des lieux baptisés à sa mémoire sur le site de la Commission de toponymie du Québec.

### Éditions de l’œuvre
- Octave Crémazie, poète et témoin de son siècle. Présentation, chronologie, bibliographie et jugements critiques de Odette Condemine, Montréal, Éditions Fides, 1988, 307 p. (réédité chez BQ en 2006 sous le titre Octave Crémazie. Poèmes et proses. Textes choisis et présentés par Odette Condemine)
- Lettres et fragments de lettres de Octave Crémazie. Publiées sous le patronage de l'Institut canadien de Québec, Beauchemin et fils, 1886. (disponible sur Internet Archive)
- Œuvres complètes d'Octave Crémazie. Publiées sous le patronage de l'Institut canadien de Québec, Beauchemin et fils, 1882 (lire en ligne sur Gallica)
- Lettres et fragments de lettres de Octave Crémazie. Publiées sous le patronage de l'Institut canadien de Québec, Beauchemin et fils, 1886. (disponible sur Internet Archive)

### Ouvrages et articles
- Dominique Combe, «Octave Crémazie. "L’héroïque poème" des Canadiens», Romantisme, n° 172, 2016, p. 57-68.
- Gilles Laporte, «Le retour des hivernants», dans Légendes d'un peuple: tome 2, Les disques Gavroche, 2012, p. 66-70.  (ISBN 9782981359018)
- Jean-Louis Lessard, « Œuvres complètes d’Octave Crémazie », Laurentiana. Blogue sur les vieux livres québécois, 20 et 24 janvier 2011.
- Odette Condemine, « Crémazie, Octave », L'Encyclopédie canadienne, Toronto, Historica Canada, 2008.
- Martine-Emmanuelle Lapointe, « Qui lira Charles Guérin dans cinquante ans? Le legs d’Octave Crémazie à Gilles Marcotte et à Jean Larose », dans @nalyses. Revue de critique et de théorie littéraire, dossier «Filiations intellectuelles dans la littérature québécoise», automne 2007, p. 30-43.
- Éric Bourassa, L'affaire Benjamin Sulte/Octave Crémazie (1902) : autour de la littérature nationale, mémoire de maîtrise (études littéraires), Université du Québec à Trois-Rivières, 2004, 112 p. (en ligne)
- Réjean Robidoux, « Crémazie, Octave », dans Dictionnaire biographique du Canada, vol. 10, Université Laval/University of Toronto, 2003–.
- Jean-Marie Lebel, « Octave Crémazie : le premier bibliothécaire », Cap-aux-Diamants : la revue d'histoire du Québec, 1998, p. 29.
- Odette Condemine, Octave Crémazie, poète et témoin de son siècle. Présentation, chronologie, bibliographie et jugements critiques de Odette Condemine, Montréal, Éditions Fides, 1988, 307 p. (réédité chez BQ en 2006 sous le titre Octave Crémazie. Poèmes et proses. Textes choisis et présentés par Odette Condemine)
- Réjean Robidoux et Paul Wyczynski, dir., Crémazie et Nelligan: recueil d'études, Montréal, Éditions Fides, 1981, 186 p.
- Odette Condemine, Octave Crémazie, Montréal, Éditions Fides, 1980, 273 p.
- Odette Condemine, Octave Crémazie, 1827-1879, Ottawa, Bibliothèque nationale du Canada, 1979, 97 p. N.B.: Publié, paginé séparément (1er groupe de pages), dans un volume, tel que mis ensemble par l'éditeur, avec Émile Nelligan, 1879-1941, par Paul Wyczynski (ISBN 0-662-50530-1)
- Odette Condemine, Œuvres. Octave Crémazie. Texte établi, annoté et présenté par Odette Condemine, Ottawa : Éditions de l'Université d'Ottawa, 1972-1976, 2 vol. (réédité aux Éditions du Fleuve en 1989. D'abord une thèse de doctorat.)
- Jeanne Le Ber, «L’amitié littéraire de Crémazie et de Casgrain», Archives des lettres canadiennes, I, 1961, p. 184–208.
- Réjean Robidoux, «Les Soirées canadiennes et le Foyer canadien dans le mouvement littéraire québécois de 1860, étude d’histoire littéraire», Revue de l’université d’Ottawa, XXVIII, 1958, p. 411 152.
- Michel Dassonville, Crémazie, Montréal et Paris, 1956, 95 p. [édition revue et corrigée parue en 1979.]
- Séraphin Marion, Octave Crémazie, précurseur du romantisme canadien-français. (Les Lettres canadiennes d’autrefois, tome v.), Ottawa, Éditions de l’Université d’Ottawa, 1946, 215 p.
- Pierre-Georges Roy, À propos de Crémazie, Québec, Éditions Garneau, 1945, 302 p. (en ligne)
- Henri-Raymond Casgrain, Octave Crémazie, Montréal, Librairie Beauchemin, 1912, 138 p. (en ligne) [édition revue et augmentée de la biographie parue dans les Œuvres complètes]
- Abbé Camille Roy, Tableau de l'histoire de la littérature canadienne-française, Québec : Imprimerie de l'Action sociale, 1907, 81 p. (en ligne)
- Fernand Rinfret, Octave Crémazie, Saint-Jérôme, Librairie J.-E. Prévost, 1906, 74 p. (en ligne)
- Le monument Crémazie par Philippe Hérbert, Montréal, Librairie Beauchemin, 1906, 64 p. (en ligne)
- Le Monument Crémazie : séance d'inauguration le 24 juin 1906, sous la présidence de M. H.A. Ekers, maire de Montréal : brochure commémorative, Montréal : Librairie Beauchemin, 64 p.
- La nation outragée : publié par ordre du Comité chargé de l'érection d'un monument à la mémoire d'Octave Crémazie, Montréal, 1902, 19 p. (en ligne)
- Henri-Raymond Casgrain, «Octave Crémazie», dans Œuvres complètes d'Octave Crémazie. Publiées sous le patronage de l'Institut canadien de Québec, Montréal, Beauchemin & Valois, 1882, p. 7-94.
- Louis Michel Darveau, «Crémazie», dans Nos hommes de lettres, Montréal, A.A. Stevenson, 1873, p. 154-177.
- Annik-Corona Ouelette, « 300 ans d'essais au Québec », Beauchemin, 2007, p.46-47.  (ISBN 9782761647052).